# Lockheed Hudson
Локхід Хадсон (англ. Lockheed Hudson), також A-28/A-29/AT-18 — американський військовий літак далекої дії, як використовувався переважно як легкий бомбардувальник або як літак-розвідник. Літак був спроектований та побудований відомою американською авіабудівною компанією Lockheed Corporation перед початком Другої світової війни на замовлення Великої Британії. Використовувався ВПС деяких країн, у першу чергу Великої Британії і країн Британської співдружності. Літак пройшов крізь усю світову війну і іноді виконував функції військово-транспортного та навчального літака, а також залучався для закидання агентів західних союзників на територію окупованої Франції. Канадські ПС широко застосовували надійний літак у боротьби з німецькими підводними човнами.

## Історія створення
В кінці 1937 року компанія Lockheed активно шукала покупців для свого нового літака L14. При цьому пропонувались як цивільні, так і воєнні варіанти. В цей ж час британське міністерство авіації шукало можливі морські патрульні літаки. Тому вже 28 червня 1938 року був підписаний контракт на виготовлення 250 літаків в бомбардувальному варіанті. Відмінність від цивільного лайнера в першу чергу полягала в встановленні озброєння — сучасної турелі «Болтон-Пол» з двома 7,62-мм кулеметами зверху ззаду фюзеляжу, двох кулеметів в носі і опціонально одного кулемета в нижній установці. Бомбове навантаження не мало бути великим і складало тільки 762 кг. Також було засклено носову частину для роботи штурмана.
Перша серійна машина піднялась в повітря 10 грудня 1938 року, а загалом до квітня 1943 року було виготовлено 2940 літаків.

## Основні модифікації
- Hudson Mk.I — оснащувався 9-и циліндровими двигунами Wright R-1820-G102 потужністю 1100 к.с. (351 екз.)
- Hudson Mk.II — посилений фюзеляж і замінено повітряні гвинти. (20 екз.)
- Hudson Mk.III — оснащувався двигунами Wright R-1820-G205A потужністю 1100 к.с. (428 екз.)
  - Hudson Mk.III LR — Mk.III з додатковими паливними баками.
- Hudson Mk.IV — оснащувався 14-и циліндровими двигунами Pratt & Whitney R-1830-S1H1-G потужністю 1200 к.с. (130 екз.)
- Hudson Mk.V — оснащувався Pratt & Whitney R-1830-S3C4-G потужністю 1200 к.с. (796 екз.)
- Hudson Mk.VI — оснащувався двигунами Pratt & Whitney R-1830-67 потужністю 1200 к.с. (448 екз.)
- A-28 — модифікація для ВПС армії США з двигунами Pratt & Whitney R-1830-45 потужністю 1050 к.с. (444 екз.)
  - A-28A (Hudson Mk.IVA) — A-28 які постачались по ленд-лізу.
- A-29 — модифікація для ВПС армії США з двигунами Wright R-1820-87 потужністю 1200 к.с. (444 екз.)
  - A-29A (Hudson Mk.IIIA) — A-29 які постачались по ленд-лізу.
  - PBO-1 — A-29 на службі ВМС США.
- AT-18 і AT-18A — навчальні модифікації для ВПС США (300 екз.)

## Бойове застосування

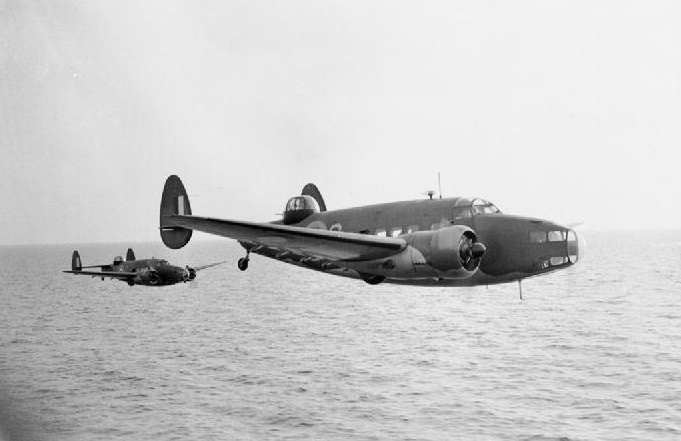
Hudson ВПС Британії над Північним морем

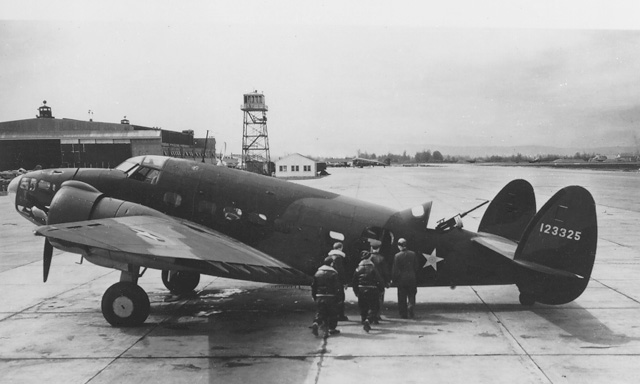
A-29 ВПС США

Як і було заплановано «Хадсони» Королівських ВПС Великої Британії в основному використовувались для морського патрулювання, і спочатку надходили в ескадрильї Берегового командування. Окрім власне патрулювання, в квітні-червні 1940 року вони використовувались і як бомбардувальники проти норвезьких портів. 12-13 лютого 1942 року «Хадсони» берегового командування полювали за німецькими кишеньковими лінкорами «Шарнхорст» і «Гнейзенау», які прямували в північне море, але ця операція не принесла результатів. Проте за всю війну «Хадсони» змогли потопити 26 німецьких підводних човнів, а один навіть змусили здатись.
Частина «Хадсонів» також попала в користування Бомбардувального командування, і використовувались для бомбардувань цілей в континентальній Європі, наприклад в нічному нальоті на Бремен 25 червня 1942 року взяли участь цілих три ескадрильї «Хадсонів» (35 літаків). Проте це була вимушена міра, і після надходження на озброєння достатньої кількості чотиримоторних бомбардувальників, «Хадсони» до нальотів не залучались.
Станом на 7 грудня 1941 року в ВПС Австралії в строю було 77 «Хадсонів», які вступили в бій вже наступного дня: 6 «Хадсонів» 1-ї ескадрильї завдали удару по японських десантних суднах в Малаї, потопивши один транспорт і декілька барж. Тут «Хадсони» теж здебільшого використовувались для патрулювань навколо Австралії і Нової Гвінеї. 32-а ескадрилья базована на Новій Гвінеї також постійно залучалась до розвідувальних польотів і бомбардування японських позицій.
В ВПС Нової Зеландії до 7 грудня було створено три ескадрильї «Хадсонів», а до літа 1942 року — ще дві. Новозеландські «Хадсони» діяли проти японських кораблів з Нової Каледонії і Гуадалканалу, але через високі втрати від винищувачів вже в жовтні 1943 року їх почали заміняти на Lockheed Ventura.
У США «Хадсони» теж використовувались як протичовнові, і змогли потопити одну німецьку субмарину.

## Тактико-технічні характеристики

Дані з Ударная авиация Второй Мировой — штурмовики, бомбардировщики, торпедоносцы

### Технічні характеристики
|                       |                       | Mk.I                    | Mk.II                   | Mk.IIIA              | Mk.IVA                        | Mk.VI                         |
| --------------------- | --------------------- | ----------------------- | ----------------------- | -------------------- | ----------------------------- | ----------------------------- |
| Довжина               | Довжина               | 13,5 м                  | 13,5 м                  | 13,5 м               | 13,5 м                        | 13,5 м                        |
| Висота                | Висота                | 3,38 м                  | 3,38 м                  | 3,38 м               | 3,38 м                        | 3,38 м                        |
| Розмах крил           | Розмах крил           | 19,99 м                 | 19,99 м                 | 19,99 м              | 19,99 м                       | 19,99 м                       |
| Площа крил            | Площа крил            | 51,19 м²                | 51,19 м²                | 51,19 м²             | 51,19 м²                      | 51,19 м²                      |
| Маса                  | пустого               | 5280 кг                 | 5691 кг                 | 5822 кг              | 5816 кг                       | 5990 кг                       |
| Маса                  | спорядженого          | 7945 кг                 | 8400 кг                 | 9307 кг              | 8400 кг                       | 8400 кг                       |
| Двигуни               | Двигуни               | 2 × Wright R-1820-G102A | 2 × Wright R-1820-G205A | 2 × Wright R-1820-87 | 2 × Pratt & Whitney R-1830-45 | 2 × Pratt & Whitney R-1830-67 |
| Потужність            | Потужність            | 2 × 1100 к.с.           | 2 × 1200 к.с.           | 2 × 1200 к.с.        | 2 × 1050 к.с.                 | 2 × 1200 к.с.                 |
| Максимальна швидкість | Максимальна швидкість | 396 км/год              | 410 км/год              | 407 км/год           | 418 км/год                    | 420 км/год                    |
| Дальність польоту     | Дальність польоту     | 2735 км                 | 3475 км                 | 4505 км              | 2895 км                       | 3475 км                       |
| Бойова стеля          | Бойова стеля          | 7625 м                  | 7470 м                  | 8080 м               | 7930 м                        | 8235 м                        |

### Озброєння
Стрілецьке
- 2 × 7,7-мм курсові кулемети Browning М1919
- 2 × 7,7-мм кулемети Browning М1919 у верхній турелі
- 1 × 7,7-мм кулемет Browning М1919 у нижній люковій установці

Бомбове
- нормальне — 340 кг (3 × 113 кг бомби)
- максимальне — 762 кг